# Europäische Politische Zusammenarbeit
Als Europäische Politische Zusammenarbeit (EPZ) wurde ein Verfahren bezeichnet, durch das die Mitgliedstaaten der Europäischen Gemeinschaften von 1970 bis 1992 ihre Kooperation in nicht-wirtschaftlichen Politikfeldern, vor allem im Bereich der Außenpolitik, institutionalisierten. 
Die EPZ beruhte auf den Beschlüssen des Gipfels von Den Haag 1969 und dem Davignon-Bericht von Oktober 1970. Sie sollte eine enge Zusammenarbeit der EG-Mitgliedstaaten auch in den Bereichen sicherstellen, die nicht in den Gründungsverträgen der Gemeinschaften (EGKS, EWG, Euratom) geregelt waren. 
Die EPZ fand zunächst ohne eigene vertragliche Grundlage statt. Sie basierte ausschließlich auf der freiwilligen Zusammenarbeit der beteiligten Regierungen, war also rein intergouvernemental ausgerichtet. Die supranationalen Organe der EG – Europäische Kommission und Europäisches Parlament – besaßen keine Kompetenzen, Entscheidungen fielen vor allem im Europäischen Rat auf Ebene der Staats- und Regierungschefs. 
Erst in der Einheitlichen Europäischen Akte von 1986 wurde die EPZ auch vertraglich verankert, sie behielt dabei jedoch ihren intergouvernementalen Charakter. 
Im Vertrag von Maastricht 1992 wurde sie schließlich aufgelöst. Stattdessen wurden die Gemeinsame Außen- und Sicherheitspolitik (GASP) und die Zusammenarbeit im Bereich Justiz und Inneres (ZJI) als sogenannte zweite und dritte Säule in die Europäische Union aufgenommen.

## Zeitliche Einordnung
| Unterz. In Kraft Vertrag                    | 1948 Brüsseler Pakt                                               | 1951 1952 Paris                                                   | 1954 1955 Pariser Verträge                      | 1957 1958 Rom                                       | 1965 1967 Fusions- vertrag                          | 1986 1987 Einheitliche Europäische Akte | 1992 1993 Maastricht     | 1992 1993 Maastricht          | 1997 1999 Amsterdam           | 2001 2003 Nizza        | 2001 2003 Nizza | 2007 2009 Lissabon |  |  |  |  |  |  |  |  |  |
|                                             |                                                                   |                                                                   |                                                 |                                                     |                                                     |                                         |                          |                               |                               |                        |                 |                    |  |  |  |  |  |  |  |  |  |
| Europäische Gemeinschaften                  | Europäische Gemeinschaften                                        | Drei Säulen der Europäischen Union                                | Drei Säulen der Europäischen Union              | Drei Säulen der Europäischen Union                  | Drei Säulen der Europäischen Union                  | Drei Säulen der Europäischen Union      |                          |                               |                               |                        |                 |                    |  |  |  |  |  |  |  |  |  |
|                                             | Europäische Atomgemeinschaft (Euratom)                            | Europäische Atomgemeinschaft (Euratom)                            | →                                               |                                                     |                                                     |                                         | ←                        |                               |                               |                        |                 |                    |  |  |  |  |  |  |  |  |  |
|                                             |                                                                   |                                                                   | →                                               | Europäische Gemeinschaft für Kohle und Stahl (EGKS) | Europäische Gemeinschaft für Kohle und Stahl (EGKS) | Vertrag 2002 ausgelaufen                | Vertrag 2002 ausgelaufen |                               | Europäische Union (EU)        | Europäische Union (EU) |                 |                    |  |  |  |  |  |  |  |  |  |
|                                             |                                                                   |                                                                   | →                                               | Europäische Wirtschaftsgemeinschaft (EWG)           | Europäische Wirtschaftsgemeinschaft (EWG)           |                                         | ←                        | Europäische Gemeinschaft (EG) | Europäische Gemeinschaft (EG) | Europäische Union (EU) |                 |                    |  |  |  |  |  |  |  |  |  |
|                                             |                                                                   |                                                                   | →                                               | Justiz und Inneres (JI)                             |                                                     |                                         | ←                        | Europäische Gemeinschaft (EG) | Europäische Gemeinschaft (EG) | Europäische Union (EU) |                 |                    |  |  |  |  |  |  |  |  |  |
|                                             | Polizeiliche und justizielle Zusammenarbeit in Strafsachen (PJZS) | Polizeiliche und justizielle Zusammenarbeit in Strafsachen (PJZS) | →                                               | Justiz und Inneres (JI)                             | ←                                                   |                                         |                          |                               |                               | Europäische Union (EU) |                 |                    |  |  |  |  |  |  |  |  |  |
| Europäische Politische Zusammenarbeit (EPZ) | →                                                                 | Gemeinsame Außen- und Sicherheitspolitik (GASP)                   | Gemeinsame Außen- und Sicherheitspolitik (GASP) | Gemeinsame Außen- und Sicherheitspolitik (GASP)     | ←                                                   |                                         |                          |                               |                               | Europäische Union (EU) |                 |                    |  |  |  |  |  |  |  |  |  |
| Westunion (WU)                              | Westunion (WU)                                                    | Westeuropäische Union (WEU)                                       | Westeuropäische Union (WEU)                     | Westeuropäische Union (WEU)                         | Westeuropäische Union (WEU)                         |                                         |                          |                               |                               | Europäische Union (EU) |                 |                    |  |  |  |  |  |  |  |  |  |
| Westunion (WU)                              | Westunion (WU)                                                    | Westeuropäische Union (WEU)                                       | Westeuropäische Union (WEU)                     | Westeuropäische Union (WEU)                         | Westeuropäische Union (WEU)                         | aufgelöst zum 1. Juli 2011              |                          |                               |                               |                        |                 |                    |  |  |  |  |  |  |  |  |  |
|                                             |                                                                   |                                                                   |                                                 |                                                     |                                                     |                                         |                          |                               |                               |                        |                 |                    |  |  |  |  |  |  |  |  |  |

## Vorgeschichte
Während der 1950er und 1960er Jahre bemühten sich die EG-Mitgliedstaaten mehrmals vergeblich darum, neben der wirtschaftlichen auch eine politische Integration zu erreichen. 1954 scheiterte der Plan, eine supranationale Europäische Verteidigungsgemeinschaft und eine Europäische Politische Gemeinschaft zu gründen, da das französische Parlament die Ratifikation des Gründungsvertrages wegen der damit verbundenen Souveränitätsverluste ablehnte. 1960 wiederum schlug die französische Regierung unter Charles de Gaulle mit den sogenannten Fouchetplänen die Gründung einer intergouvernementalen Europäischen Politischen Union vor, die alle Politikbereiche umfassen und der auch die drei Gemeinschaften EGKS, EWG und Euratom untergeordnet sein sollten. Dies scheiterte jedoch am Widerstand der übrigen Mitgliedstaaten, die eine solche Abwertung der supranationalen Institutionen nicht hinnehmen wollten. Frankreich schloss daraufhin 1963 mit der Bundesrepublik Deutschland den Élysée-Vertrag, der Regierungskonsultationen unter anderem in der Außen- und Kulturpolitik vorsah, allerdings nur auf bilateraler Ebene und nicht zwischen allen EG-Mitgliedstaaten. Die Krise des leeren Stuhls 1965/66 verdeutlichte noch einmal, wie groß die Differenzen zwischen Frankreich und den übrigen Mitgliedstaaten waren.
Erst nach de Gaulles Rücktritt 1969 wurde auf dem Gipfel von Den Haag, auf dem erstmals alle Staats- und Regierungschefs der EG-Mitgliedstaaten zusammentrafen, das Projekt einer politischen Integration wieder aufgegriffen. Der Gipfel beauftragte eine Kommission unter Vorsitz des belgischen Politikers Étienne Davignon mit der Ausarbeitung eines Berichts, wie die politische Zusammenarbeit zwischen den Mitgliedstaaten verbessert werden könnte. Auf Grundlage dieses Davignon-Berichts, der 1970 verabschiedet wurde, wurde die Europäische Politische Zusammenarbeit eingerichtet. Anders als die 1954 geplante Europäische Politische Gemeinschaft war sie intergouvernemental ausgerichtet; anders als die Fouchetpläne implizierte der Davignonbericht jedoch auch keine Entmachtung der supranationalen Organe. Die Kompetenzen der Europäischen Kommission im wirtschaftspolitischen Bereich wurden nicht angetastet, sie erhielt aber auch keine neuen Zuständigkeiten zu den bereits bestehenden Verträgen hinzu. Die EPZ wurde den drei Gemeinschaften weder über- noch unter-, sondern beigeordnet.

## Entwicklung
Durch zwei Beschlüsse in Kopenhagen 1973 und London 1981 wurde die EPZ weiter ausgebaut. Sie umfasste umfangreiche Konsultationen vor allem im außenpolitischen Bereich. Die EG-Staaten versuchten so eine gemeinsame Position zu finden, um gegenüber den übrigen Staaten stärkeren Einfluss auf die Weltpolitik zu haben.
Die Erfolge der EPZ waren dabei gemischt. Besonders in den ersten Jahren war die außenpolitische Koordinierung recht erfolgreich. Dennoch behielten die europäischen Staaten ihre jeweilige eigenständige Außenpolitik bei und waren nicht bereit, diese einem gemeinschaftlichen Organ zu unterwerfen. Von dem damaligen Außenminister der Vereinigten Staaten, Henry Kissinger, ist daher das Bonmot überliefert, solange Europa keine Telefonnummer habe, könne es auch kein außenpolitischer Akteur sein.
Ein Beispiel für eine gelungene Koordinierung der europäischen Außenpolitik im Rahmen der EPZ ist die Politik der Gemeinschaft gegenüber Südafrika. So einigten sich die Europäer 1977 auf einen gemeinsamen Verhaltenskodex für in Südafrika tätige europäische Unternehmen, der diese aufforderte, schwarze und weiße Beschäftigte gleich zu behandeln und die Rassensegregation am Arbeitsplatz abzuschaffen.
Einer der Hintergründe für die Schwierigkeiten der EPZ waren die unterschiedlichen Positionen der Mitgliedstaaten gegenüber den Supermächten im Kalten Krieg. Während Großbritannien und auch Deutschland eine Anlehnung an die Vereinigten Staaten suchten, war Frankreich stärker auf einen von USA und UdSSR unabhängigen Kurs Europas als dritter Macht ausgerichtet. Zudem blieb das Verhältnis von EPZ und NATO ungeklärt, da fast alle EG-Mitgliedstaaten zugleich Mitglieder der NATO waren – mit Ausnahme von Irland, das sich als neutrales Land ausdrücklich keinem der beiden Blöcke angeschlossen hatte.
Erleichtert wurde die EPZ anfangs durch die Entspannungspolitik in den siebziger Jahren, die von allen Mitgliedstaaten unterstützt wurde. So trat die EG auf der Konferenz über Sicherheit und Zusammenarbeit in Europa (KSZE) ab 1973 als weitgehend homogener Block auf und konnte so den Verhandlungsverlauf erfolgreich beeinflussen. Mit der erneuten Verschärfung des Kalten Krieges Ende der siebziger Jahre geriet die EPZ jedoch zunehmend in Schwierigkeiten. Nach dem Regierungsantritt von Margaret Thatcher 1979 blockierte außerdem Großbritannien jede politische Initiative in der EPZ. Weder zum Einmarsch der Sowjetunion in Afghanistan noch zum NATO-Doppelbeschluss gelang es den EG-Mitgliedstaaten daher, zu einer gemeinsamen Position zu gelangen. 
Verschiedene Initiativen (unter anderem der Genscher-Colombo-Plan von 1981 und der Verfassungsentwurf Altiero Spinellis 1984) zielten daher Anfang der achtziger Jahre auf eine vertragliche Verankerung der EPZ ab. Dies wurde jedoch erst mit der Einheitlichen Europäischen Akte 1986 umgesetzt, in der auch die Einrichtung eines Sekretariats für die EPZ beschlossen wurde, um eine bessere Koordinierung zu gewährleisten. Der Europäische Rat wurde als wichtigstes Entscheidungsorgan für die EPZ bestätigt. Die EPZ-Institutionen bildeten jedoch weiterhin eine Parallelstruktur zu den Europäischen Gemeinschaften.
Die 1991 ausbrechenden Jugoslawienkriege zeigten jedoch noch einmal die Schwäche der Europäischen Politischen Zusammenarbeit und verdeutlichten die Notwendigkeit einer weiteren Vertiefung der außen- und sicherheitspolitischen Kooperation. In dem Vertrag von Maastricht von 1992 wurden deshalb unter dem Dach der neu gegründeten Europäischen Union die Bereiche der EPZ besser mit den bereits bestehenden Gemeinschaften verzahnt: So wurde das EPZ-Sekretariat aufgelöst und in das EU-Ratssekretariat integriert. Die Gemeinsame Außen- und Sicherheitspolitik (GASP) und die Zusammenarbeit im Bereich Justiz und Inneres (ZJI) wurden neben den Gemeinschaften als Säulen der Europäischen Union vertraglich festgeschrieben. Zugleich wurde die Bezeichnung „Europäische Politische Zusammenarbeit“ mit Gründung der Europäischen Union aufgegeben.